# Phaonia yinggeensis
Phaonia yinggeensis är en tvåvingeart som beskrevs av Xue 1991. Phaonia yinggeensis ingår i släktet Phaonia och familjen husflugor. Inga underarter finns listade i Catalogue of Life.